# Pont de pierre (Agen)
Pour les articles homonymes, voir Pont de pierre.
Le pont de pierre est un pont de pierre français située à Agen Lot-et-Garonne reliant Agen au Passage d'Agen.

## Histoire

### La Garonne, une frontière
Avant l'occupation romaine, la Garonne était une frontière entre sa rive droite et sa rive gauche. Selon le géographe Strabon, elle séparait la Gaule Celtique, avec les  Nitiobriges, de l’Aquitaine, avec les Vascons ou Gascons, et dont les populations différaient par la langue, les coutumes et les lois. Jules César rapportait que la Garonne forme une barrière culturelle.
L'occupation romaine va unifier la population avec la langue latine comme langue véhiculaire.
Les grandes invasions vont détruire l'administration romaine et faire apparaître un nouveau mode de gouvernance avec la féodalité. La vieille division est réapparue avec le comté d'Agenais en rive droite et la vicomté de Brulhois en rive gauche. Le comté d'Agenais relevait du parlement de Bordeaux. La vicomté de Brulhois du parlement de Toulouse. Le comté d'Agenais a fait définitivement partie du domaine de la Couronne avant 1453, la vicomté de Brulhois n'a été rattachée que par Henri IV.
Les consuls d'Agen ont cherché à assurer le développement de la ville en créant un franchissement permanent de la Garonne.

### Les ponts d'Agen au Moyen Âge
Le 12 novembre 1189, le roi Richard Cœur de Lion fait une charte confirmant les chartes intérieures relatives au pont dont son père Henri II a autorisé la construction, et aux ressources à prévoir pour sa construction
Le roi d'Angleterre  interdit d'implanter un moulin à moins de 5 coudées du pont, en 1195.
En 1208, le conseil de la ville d'Agen passe une transaction avec Bernard Trichender de Cahors pour la construction d'un pont sur la Garonne devant la ville pour le prix de 30 000 sols Arnaudins.
En 1247 le  comte de Toulouse autorise les consuls d'Agen à détruire une pile du pont qui dévie le courant de la Garonne vers la rive gauche en éloignant le fleuve des remparts de la  ville.
L'Agenais est cédé au roi d'Angleterre par le traité d'Amiens en 1279. Un an plus tard l'œuvre de Richard Cœur de Lion est reprise en intéressant les villes voisines à la construction du pont.
Le pont n'ayant pas été terminé ou ayant été endommagé, le sénéchal d'Agenais Jean de Grailly a adressé des lettres le 25 mars 1282 aux bayles et aux consuls du duché de Guyenne pour qu'ils contribuent à la construction du pont.
En 1283, les consuls d'Agen signalent au roi d'Angleterre l'effondrement du pont probablement trop vite reconstruit. En 1284, le roi Édouard Ier a autorisé les consuls à prélever un droit de passage tarifé à un denier bordelais pour un cavalier et une obole pour un piéton. Les revenus doivent servir à la construction d'un pont en pierre. Cependant, faute de ressources, le pont n'a pu être terminé.
L'évêque d'Agen accorde en 1286 des indulgences pour ceux qui veulent donner de l'argent pour la reconstruction du pont.
En 1292, l'Agenais étant passé sous la domination du roi de France Philippe le Bel, son sénéchal renouvelle la demande de  contribution des habitants pour la réfection du pont. Le 17 mai 1298, à la demande des consuls d'Agen le  roi oblige les clercs vivant maritalement à contribuer aux dépenses de la ville, dont celles de la construction du pont.
Le conseil de la ville fait construire un pont sur Garonne par Bernard Tichender, architecte natif de Cahors et habitant Moissac, pour le prix de 30 000 sols Arnaudins. Bernard Tichender ayant constaté que les travaux sont plus importants que prévu, il discute de son prix de construction avec les consuls.Le 5 août 1298, pour terminer le pont, le  constructeur réclame un prix supplémentaire de 200 livres Arnaldèses.
L'Agenais change plusieurs fois de souverain au XIVe siècle. Édouard II fait faire un acte par son sénéchal  d'Aquitaine en 1319 pour la réparation du pont. En 1324, c'est le roi de France Charles IV qui fait de même. En 1330, c'est Philippe de Valois qui fait des actes pour la réparation du pont en 1330, 1334, 1339. Cependant les reconstructions qui ont pu suivre les levées d'argent n'ont pas résisté aux crues.
Le pont est construit sur des piles en pierre. Le pont d'Agen n'a jamais été voûté au Moyen Âge. Le tablier était fait en bois avec des madriers appuyés sur les piles reliés par un plancher.
Le pont a été emporté par une inondation en 1347. 15 février 1350, les consuls veulent demander qu'une part des bénéfices vacants soient attribués à l'œuvre du pont d'Agen.
Après le traité de Brétigny, l'Agenais repasse sous souveraineté du roi d'Angleterre. Celui-ci autorise le 25 octobre 1362 à lever un péage sur les bateaux passant sur la Garonne devant Agen pour la construction du pont.
Les consuls d'Agen passent un marché de construction de trois piles en pierre et un tablier en bois le 28 décembre 1381 avec Jean de l'Église, bourgeois, marchand et habitant d'Agen, pour 10 000 deniers d'or. Le contrat rappelle que le pont a été praticable d'une rive à l'autre de la Garonne à cause de la force  des eaux et de la violence des inondations qui ont partiellement rompu le pont. Le pont doit être réparé à l'emplacement qu'il occupait. Le pont doit être terminé dans un délai de dix ans, mais doit être praticable dans un délai de  six ans. L'entrepreneur se charge de la construction du pont à ses risques et périls. Les consuls s'engagent à le payer par dixième du prix total chaque année. En 1399 il y a un contentieux entre l'entrepreneur et les consuls au moment de la réception du pont.
En 1514, les consuls ont décidé de faire rebâtir le pont sur les vieux piliers qui restaient encore en place. E, 1515, l'évêque d'Agen propose de faire venir deux « chiefs d'euvre » parisiens, un maçon pour faire la « devise » du pont, et un charpentier, le maître Hugues, pour concevoir le batardeau. Les travaux sont donnés à  un parisien, nommé Roux. Les travaux ont commencé le 16 octobre 1516. Dans une lettre au roi Louis XIII et à Marie de Marie de Médicis, les consuls précisent que le pont a été à moitié ruiné pendant les guerres de religion. Le franchissement se fait alors par un bac.
La lettre des consuls de 1613 demandant des levées pour reconstruire le pont est restée sans réponse.
Trois piles du pont sont détruites en 1763.
En 1782, la municipalité d'Agen décida de détruire les remparts pour aménager les berges de la Garonne. Elle a confié ce travail à  l'ingénieur Lomet. La porte du Pont-Long (ou de Garonne ou du pont de Garonne) est détruite en octobre 1795 ainsi que les arches du Pont-long situées devant la  porte. La porte du pont de Garonne avait  été construite vers 1346-1350.

### Le pont de pierre
Un décret pris par Napoléon Ier, daté d'Agen le 30 juillet 1808, indique qu'un pont doit être construit sur la Garonne. La première pierre du pont est posée le 7 novembre 1812 par le préfet. Les entrepreneurs du pont sont les  deux frères Boucheron, de Saintes. Une crue de la Garonne a emporté les échafaudages du pont le 6 septembre 1813. Le 24 octobre, une seconde crue emporte le caisson pour la deuxième pile. Les travaux sont alors arrêtés faute d'argent. Le gouvernement demanda de reprendre les travaux le 22 décembre  1814. Le  caisson de la seconde pile avait mis sur pilotis le 27 octobre 1814. Le pont a été terminé en 1827 et livré à la  circulation le 22  mai 1827.
Le droit de péage du côté de la ville est supprimé en  1847.
Le pont a été élargi en 1955-1956.
Il était constitué de 11 travées de pierres dont la plus grande avait une portée de 19,6 m.

### Dernière reconstruction

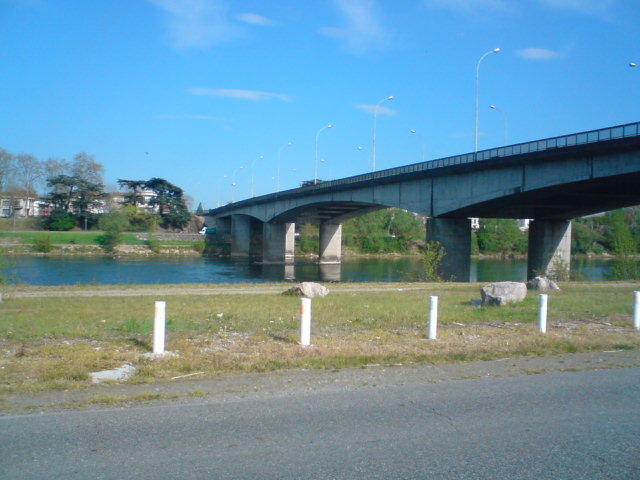
Le pont en béton précontraint

Une reconstruction du pont a été réalisée en béton précontraint en 1970 pour permettre le passage de 4 voies de circulations. Les anciennes piles ont été détruites fin 1971. La circulation des véhicules n'a pas été interrompue pendant les travaux.
Le pont reconstruit a 4 piles et 5 travées.